# Tony McCarroll
Tony McCarroll (født 1972) er trommeslager og tidligere medlem af det britiske band Oasis; 1991 til maj 1995. Pga. interne stridigheder og manglende teknisk kunnen bliver han således i foråret 1995 afskediget af bandet. 

## Baggrund
Tony McCarroll var i tidernes morgen med til at danne Oasis, dengang det endnu hed The Rain. Det var før både Liam el. Noel Gallagher var medvirkende, men i stedet sammen med guitaristen Paul Arthurs, bassisten Paul McGuigan og sangeren Chris Hutton. Senere overtog Liam posten som sanger, og efterfølgende var det Noel Gallagher til at slutte sig til bandet. Bandet var nu klar til at indspille demo, og senere debuten Definitely Maybe (1994). 
I 1995 bliver han bedt om at forlade bandet, efter rygter om en slåskamp med Liam Gallagher, bandet forsanger, hvilket McCarroll senere benægter. Da hans afsked finder sted i slutningen af april dette år, forlader pressen rygter om en slåskamp som hovedårsagen, men holder sig til Noel Gallaghers begrundelse om, at det var manglen på teknisk kunnen. "I like Tony as a geezer but he wouldn't have been able to drum the new songs," forklarer Noel. 
Dog var der eftersigende også tale om interne stidigheder mellem – først og fremmest – Noel og Tony. Da Creation, bandets pladeselskab, tildeler bandet en sum penge til udstyr, føler McCarroll sig tilsidesat, da der ikke bruges på penge på udstyr til trommesættet. I stedet bruger Noel pengene på en ny guitar, og McCarroll bruger egne penge på trommeskind m.m. Dette omtales også som "£1,000 incident" af bandet, da det var et sådan beløb de fik stukket ud af selskabet Creation. McCarroll føler sig altså tilsidesat og udstødt, og han må meget mulig også have haft ret, da Noel bevist udtrykker sine følelser over for situationen og McCarroll, ved bl.a. at lade som om, at han ikke kunne huske hans navn under interviews. I april 1995 bliver har så bedt om at forlade bandet. McCarroll bliver erstattet af Alan White.
Efter at have rejst omkring i verden i midt halvfemserne, hyrer McCarroll advokaten, Jens Hills, manden, som i øvrigt vandt £2 mill. fra The Beatles i 1995, da han kørte en sag for trommeslageren Pete Best, for at sagsøge Oasis for £18 mill. Han sætter sig i marts imidertid tilfreds med en out-of-court-ordning på £600,000. 
Da Guisy, bandets bassist, forlader bandet i 1999, var McCarroll en af de mange som tilbød sig som bassist, men Noel tog ham ikke i betragtning.

## Eksterne links
- Oasisinet, Oasis' officielle hjemmeside